# Echeveria setosa
Pour les articles homonymes, voir Echeveria et setosa.
Espèce
Echeveria setosa est une espèce de plantes succulentes de la famille des Crassulacées originaire du Mexique.